# Фанни Хилл
«Фа́нни Хилл. Мемуары женщины для утех» (англ. Fanny Hill, Memoirs of a Woman of Pleasure), — эротический роман английского писателя Джона Клеланда, впервые опубликованный в Лондоне в 1748 году. Роман считается «первой оригинальной английской прозаической порнографией и первой порнографией, использующей форму романа».
В тексте нет «грязных слов» или явных научных терминов; вместо них для описания гениталий используется множество литературных приёмов, среди которых широко представлены эвфемизмы. Примером другого приёма — психологического замещения — является называние влагалища «нижним ртом».
Тем не менее, это одна из самых преследуемых и запрещаемых книг в истории английской литературы.

## Сюжет
Роман состоит из двух длинных писем (том I и II оригинального издания), написанных Фрэнсис «Фанни» Хилл, богатой англичанкой средних лет, которая ведёт жизнь в довольстве со своим любящим мужем Чарльзом и их детьми. Письма адресованы неназванной знакомой «Мадам», которой Фанни, руководствуясь «абсолютно неприкрытой правдой» в качестве руководящего принципа, рассказывает о «скандальных этапах» своей жизни.
Первое письмо начинается с краткого рассказа о бедном детстве Фанни в ланкаширской деревне. В 14 лет она теряет родителей из-за оспы и приезжает в Лондон в поисках работы как прислуга, но не находит её и попадает в публичный дом. Она видит сексуальный контакт между уродливой пожилой четой и молодой привлекательной парой, а также участвует в неожиданном лесбийском свидании с Фиби, бисексуальной проституткой. Клиент Чарльз уговаривает Фанни сбежать. Она теряет девственность с Чарльзом и становится его любовницей. Чарльза отправляют в южные моря, а Фанни остаётся в отчаянии и бедности. Она вынуждена стать содержанкой богатого торговца по имени мистер Х. Насладившись коротким периодом стабильности, она обнаруживает, что мистер Х имеет сексуальные отношения с её собственной горничной. В качестве мести Фанни соблазняет Уилла, молодого лакея мистера Х. Их уединение обнаруживает мистер Х., который выгоняет Фанни. Она становится проституткой для богатых клиентов в доме удовольствий, которым управляет миссис Коул. На этом заканчивается первое письмо.
Второе письмо начинается с размышлений об утомительности писать о сексе и о трудности выбора золотой середины между вульгарностью и «жемчужными метафорами и напускными иносказаниями». Затем Фанни описывает свои приключения в доме миссис Коул, включая публичную оргию, тщательно организованную продажу своей фальшивой «девственности» богатому простофиле и садомазохистский сеанс с мужчиной, включающий взаимную порку прутьями. Это перемежается рассказами, в которых Фанни напрямую не участвует — три другие девушки описывают свою потерю девственности, нимфоманка Луиза соблазняет слабоумного «добродушного Дика». Фанни также описывает анальный секс между двумя подростками (сцена была удалена в нескольких более поздних изданиях). В конце концов Фанни уходит из проституции и становится любовницей богатого и респектабельного мужчины 60 лет. Этот этап жизни Фанни приводит к её интеллектуальному развитию и делает её богатой, когда её возлюбленный умирает от внезапной простуды. Вскоре после этого она случайно встречается с Чарльзом, который бедняком вернулся в Англию после кораблекрушения. Фанни предлагает свое состояние Чарльзу, но он настаивает на том, чтобы жениться на ней.

### Мнение литературных критиков
Роман написан длинными сложноподчинёнными предложениями со множеством придаточных оборотов. В целом его мораль традиционна для того времени — осуждается содомия и порок, одобряются только гетеросексуальные союзы, основанные на взаимной любви.
Американский литературный критик Джон Холландер характеризует сюжет как «оперный», он считает, что «язык книги и характер главной героини — её величайшие достоинства».
Историк искусства Иоганн Иоахим Винкельманн рекомендовал изучать эту работу за «её тонкую чувствительность и благородные идеи», выраженные в «возвышенном пиндарическом стиле».
По словам литературного критика Томаса Холмса, Фанни и миссис Коул с осуждением расценивают гомосексуализм: «это действие подрывает не только главенство мужчины над женщиной, но воспринимаемый ими закон природы касательно роли отношений и продолжения рода».
Андреа Хаслангер (англ. Andrea Haslanger) утверждала в своей диссертации, что в XVIII веке повествование от первого лица скорее размывает, чем обособляет личность в классических эпистолярных романах, в том числе и «Фанни Хилл». Хаслангер писала, что «парадокс порнографического повествования заключается в том, что оно мобилизует одни аспекты первого лица (описание интимных подробностей) и искореняет другие (выражение несогласия или сопротивления)». Беря это во внимание, она ставит вопрос о том, «обозначает ли „я“ сознание, тело или и то, и другое».

## История публикаций
Предположительно, роман был частично написан к 1740 году, когда Клеланд находился в Бомбее как сотрудник Ост-Индской компании.
Окончательная версия написана, когда автор находился в долговой тюрьме в Лондоне. Роман был опубликован двумя частями — 21 ноября 1748 года и в феврале 1749 года. Издателем был Фентон Гриффитс и его брат Ральф, роман был подписан «Г. Фентон».
Первоначально никакой правительственной реакции на роман не было. Однако в ноябре 1749 года, через год после публикации первой части, Джон Клеланд и Ральф Гриффитс были арестованы и обвинены в «развращении подданных короля». В суде Клеланд отказался от романа и обвинения были официально сняты.
По мере того, как книга становилась популярной, появлялись пиратские издания.
В XIX веке книгу продавали подпольно в Великобритании, США и других странах.
В 1887 году вышло французское издание с иллюстрациями Эдуарда-Анри Аврила.
Критическое издание Питера Сабора (Peter Sabor) включает библиографию и пояснительные примечания. Его сборник «Взлёт „Фанни Хилл“» содержит несколько очерков на исторические, социальные и экономические темы, лежащие в основе романа.

### Преодоление цензуры в Великобритании
В 1960 году в Великобритании суд рассматривал дело «R v Penguin Books Ltd», в котором из-за публикации романа «Любовник леди Чаттерлей» издательству Penguin Books было выдвинуто государственное обвинение в соответствии с Законом о непристойных публикациях 1959 года. Но суд вынес оправдательный вердикт и разрешил продолжение распространение романа. Основываясь на этом прецеденте, в 1963 году издательство Mayflower Books подготовило издание без цензуры «Фанни Хилл» в мягкой обложке. Полиция узнала об издании за несколько дней до широкой продажи. Заметив рекламу в витрине лондонского магазина Magic Shop, офицер купил книгу и доставил её мировому судье, который выдал ордер на обыск. В то же время два офицера из отряда нравов посетили магазин Mayflower Books. Они опросили издателя и конфисковали пять экземпляров книги, вернулись в Magic Shop и конфисковали ещё 171 экземпляр. В декабре хозяина Magic Shop вызвали в суд по статье 3 Закона о непристойных публикациях 1959 года . К тому времени издательство уже распродало 82 тыс. экземпляров книги, но судили именно владельца магазина Magic Shop, хотя издательство и взяло на себя судебные издержки. Суд состоялся в феврале 1964 года. Защита утверждала, что «Фанни Хилл» является источником исторических сведений, что она прославляет нормальный секс без извращений, является скорее эротической, чем порнографической книгой. Обвинение возразило, подчеркнув наличие нетипичной сцены с бичеванием, и выиграло дело. Издательство решило не подавать апелляцию.
В январе 1964 года издательство Luxor Press напечатало роман в версии, идентичной изданию 1963 года. На задней обложке напечатаны отзывы опубликованные ранее в «The Daily Telegraph» и мнение критика Марганиты Ласки. За пару лет было множество переизданий.
Дело «Mayflower Books» высветило растущее несоответствие между законами о непристойности и либеральным обществом, которое развивалось в Великобритании в конце 1960-х годов. Вместе с делом Penguin Books эти процессы сыграли важную роль в изменении взглядов до такой степени, что в 1970 году в Великобритании уже легально была опубликована версия «Фанни Хилл» не прошедшая цензуру.

### Издания в США: судебные преследования и разрешение
Книга попала в Соединённые Штаты в начале XIX века. В 1821 году суд штата Массачусетс объявил «Фанни Хилл» вне закона. Это было первое в истории США дело по запрещению книги по причине её «непристойности». Издатель Питер Холмс (англ. Peter Holmes) был обвинён в порче, развращении и разрушении нравственности молодёжи. Холмс подал апелляцию в Верховный суд штата Массачусетс. Он утверждал, что судья, опираясь только на описание обвинения, даже не видел книгу. Но Верховный суд штата апелляцию отклонил. Главный судья писал, что Холмс — «скандальная и злонамеренная личность», которая стремится «обольстить и растлить» мирных граждан и «внушить им похотливые желания», а что касается содержания романа, «изданная книга так непотребна, омерзительна и непристойна, что для суда оскорбительно даже её упоминание в документах». Роман был признан непристойным, его было запрещено печатать, продавать, покупать или распространять.
В 1963 году издательство «Putnam» подготовило издание книги в Соединённых Штатах под названием «John Cleland’s Memoirs of a Woman of Pleasure» («Мемуары Джона Клеланда о женщине для утех»). Была проделана большая работа по восстановлению первоначального варианта текста, очистке романа от многочисленных «доработок». Помимо «Фанни Хилл» в сборник были включены «Униженные и оскорблённые» Ф. М. Достоевского и «Золотой осёл» Апулея. Издание привлекло внимание кампании против непристойности, организованной несколькими крупными политическими деятелями, что привело к аресту владельца книжного магазина в Нью-Йорке и клерка. Приговор книготорговцу был в конечном итоге отменён в суде штата и запрет на распространение «Фанни Хилл» в Нью-Йорке был снят. Новое издание также было запрещено за непристойность в Массачусетсе после того, как одна из женщин пожаловалась в Государственную комиссию по контролю за непристойной литературой. Высокий суд штата Массачусетс постановил, что «Фанни Хилл» является непристойной, а оспаривание запрета издателем было передано в Верховный суд. Свидетелями защиты на процессе выступили известные в США писатели, поэты, критики, издатели, университетские преподаватели. В 1966 году Верховный суд США вынес решение, в котором признавалось, что «Фанни Хилл» не соответствует критериям непристойной литературы.
Судья Верховного суда Уильям О. Дуглас привёл пять основных аргументов в защиту постановления:
1. Поскольку Первая поправка к Конституции США запрещает цензуру выражения идей, не связанных с незаконными действиями, Фанни Хилл не может быть запрещена.
2. Даже с преобладающим мнением о тесте как непристойном, книгу нельзя считать непристойной ввиду существенных доказательств того, что она имеет литературное, историческое и социальное значение.
3. Поскольку Первая поправка не дает права контролировать простое выражение, способ, которым рекламируется и продаётся книга, которая, по общему признанию, имеет общественную ценность, не имеет значения.
4. Нет никаких оснований для мнения, что «непристойная» речь находится «вне» защиты Первой поправки.
5. Никакие интересы общества не оправдывают отмену гарантий свободы слова и печати и установление режима цензуры.

В решении отмечено:

Следует иметь в виду, что секс и непристойность — не одно и то же. Непристойное произведение — это такое произведение, которое использует секс для возбуждения похоти. Изображение же секса, даже весьма откровенное, например в живописи, литературе или научных трудах, само по себе не служит основанием лишать данное произведение конституционной защиты от посягательства на свободу слова и печати. Секс, великая и таинственная сила, оказывающая воздействие на человеческую жизнь, бесспорно, вызывает глубокий интерес у человечества на протяжении веков; он является одной из существеннейших сторон человеческого бытия и общественной заботы.
Судебное решение, оправдавшее «Фанни Хилл», стало судьбоносным для американской литературы — вслед за ним последовали публикации скандальных «Любовника леди Чаттерлей» Дэвида Лоуренса, «Тропика Рака» Генри Миллера и ряда других. Помимо этого, процесс над «Фанни Хилл» привёл к началу разработок трёхстороннего теста (появится только в 1973 году), которому было суждено прийти на смену «Тесту Хиклина».

### Российское издание
В 1993 году в московском издательстве Культура и традиции вышла «Фанни Хилл. Мемуары женщины для утех, рассказанные Джоном Клеландом». Перевод выполнил Владимир Мисюченко по американскому изданию 1963 года. В книге использовались иллюстрации английского художника XIX века Обри Бёрдслея. В дальнейшем книга многократно переиздавалась.
Новая версия перевода была опубликована в 2002 году.

## Иллюстрации
Оригинальная работа не была иллюстрирована, но многие издания этой книги содержали иллюстрации, часто изображающие сексуальные сцены романа. Некоторые книготорговцы были заключены в тюрьму за «демонстрацию [не продажи] разным лицам определённой развратной книги, содержащей очень непристойные изображения или гравюры».
Ни одна из сцен романа не была обделена иллюстрациями — от первого гомосексуального опыта до сцены бичевания.
Хотя в изданиях книги часто использовались иллюстрации, многие из них были низкого качества. Первым исключением был набор меццо-тинтов, вероятно, созданный художником Джорджем Морландом и выгравированный его другом Джоном Рафаэлем Смитом, который сопровождал одно издание.
- Иллюстрации Джорджа Морланда

Очень известными стали 15 гравюр Эдуарда Авриля для французского издания 1887 года, которые потом были воспроизведены в английском издании 1908 года и во многих последующих.
- Гравюры Эдуарда Авриля

## Интерпретация имени героини
Встречаются утверждения, что имя «Fanny» выбрано потому, в Великобритании это слово может использоваться для обозначения вульвы (более раннее значение) или ягодиц (более современное), а полная версия «Fanny Hill» является англизированным вариантом лат. mons veneris («курган Венеры», лобок). Однако такой интерпретации не хватает доказательств. Для обозначения женских гениталий термин «fanny» впервые использовался в 1830-х годах, и ни один словарь XVIII века не содержал подобных определений. «Fanny» — достаточно распространённое в прошлом женское имя, на сегодня исчезнувшее в Великобритании, но сохранившееся в США. Оно происходит от уменьшительных форм французского имени «Frances» (Фрэнсис, означающего «свободная»), а также испанского «Estefanía» («Эстефания», «Стефани», означающего «корона»). При этом в США данное слово не используется в генитальном контексте, а в Великобритании вероятно именно роман «Фанни Хилл» послужил причиной перехода имени в термин.

## Сравнение «Фанни Хилл» с традиционными воспитательными романами
Поскольку в Англии XVIII века разговоры о сексуальных действиях считались табу, «Фанни Хилл» сильно отклоняется от нормы по сравнению с другими произведениями того времени. Значительная часть книг, где затрагивалась тема секса, была написана в форме воспитательного романа: в них основное внимание уделялось обучению женщин правильным способам поведения и жизни максимально добродетельным образом. Эти романы призывали женщин держаться подальше от сексуальных отклонений, потому что, если они останутся добродетельными, они в конечном итоге будут вознаграждены. Одним из примеров такого подхода является воспитательный роман Сэмюэля Ричардсона «Памела, или Вознаграждённая добродетель», в котором юная служанка сохраняя свою добродетель противостоит сексуальным искушениям, и в конце концов сочетается браком с богатым женихом как вознаграждение за правильную жизнь.
«Фанни Хилл» многие считают первой работой своего времени, в которой основное внимание уделялось идее сексуальных «отклонений» как действий для удовольствия, а не чего-то постыдного. Это можно увидеть в том, что Фанни участвует в действиях, которые обычно считаются скверными по стандартам общества, но она никогда не была «наказана» за них. Фактически, Фанни в конечном итоге получает свой собственный счастливый финал, когда она находит Чарльза, выходит за него замуж и живёт богатой жизнью. Это можно рассматривать как резкий контраст с такой работой, как «Памела», где секса всячески избегают ради сохранения добродетели. Между тем, в «Фанни Хилл» совершаются обычно осуждаемые действия практически без негативных последствий. 
Ранее считалось, что сцена, в которой Фанни с отвращением реагирует на вид двух молодых людей, занимающихся анальным сексом, была более поздней вставкой, сделанной для пиратских изданий, но было показано, что эта сцена присутствовала уже в первом издании (стр. XXIII).
Исследователь Дэвид Маккракен (англ. David McCracken) пишет о «Фанни Хилл» именно как о воспитательном романе, а не противопоставлении этому жанру. В сексуальном развитии героини он выделяет три стадии: невинность, экспериментирование и опытность. Маккракен особо обращает внимание на то, как меняется на разных этапах выбор слов для описания восприятия Фанни фаллоса, от которого она испытывает и ужас, и восторг. Маккракен связывает изменение взгляда на фаллос с теорией Эдмунда Бёрка о возвышенном и прекрасном, согласно которой следует исходить не из непосредственной формы произведений искусства, а из душевных побуждений человека. «Трактат Бёрка даёт лексику для интерпретации этих впечатлений, и, применяя его теорию к описаниям Фанни фаллоса, устанавливаются границы для трех разделов романа».
Американская исследовательница литературы Патрисия Спакс (англ. Patricia Spacks) обращает внимание на описание в романе того, как сельская среда первоначально лишала Фанни, по её мнению, опыта реальной жизни, и как она приветствует усилия проституток по её обучению. Поскольку Фанни быстро перенеслась в свою новую жизнь, у неё было мало времени, чтобы подумать о стыде и сожалении из-за того, что прелюбодействует. Она замещает подобный стыд удовольствием от сексуальных контактов с мужчинами и женщинами. Хотя эти чувства могли быть вытеснены и забыты, она всё же, вспоминая о своём прошлом, размышляет о них. Фанни маскирует свои мысли описанием сексуальных удовольствий, но это не вытесняет её эмоции окончательно.
В романе есть эпизод, когда Фанни с Луизой встречают парня по прозвищу «добродушный Дик», который имеет некоторую умственную отсталость. Луиза соблазняет парня, считая, что отличное физическое состояние Дика компенсирует его психическую недоразвитость. Эта сцена поднимает вопрос об изнасиловании (как для Дика, так и для Луизы) и как переход сопротивления в удовольствие снимает возможное обозначение происходящего как изнасилование.

## В литературе и кино
Из-за известности и формального отсутствия автора было выпущено множество переделок и обработок книги. Некоторые из них:
- «Настоящие воспоминания Фанни Хилл» — авантюрный эротический роман 1929 года французского писателя Пьера Мак-Орлана.
- Эрих фон Гёта (англ. Erich von Götha) на основе романа создал комикс.
- «Фанни, правдивая история приключений Фанни Хакабаут-Джонс» (1980) — пересказ Эрики Джонг, излагающий историю с точки зрения Фанни, с Клеландом в качестве персонажа, который, как она жалуется, выдумал повествование о её жизни.
- Фанни Хилл[англ.] — фильм 1964 года, США/ФРГ, в главных ролях Летисия Роман, Мириам Хопкинс, режиссёр Расс Мейер.
- The Notorious Daughter of Fanny Hill — фильм 1966 года, США.
- Фанни Хилл[англ.]- фильм 1968 года, Швеция.
- Фанни Хилл[англ.] (фильм 1983 года, ФРГ / Великобритания)
- Паприка — фильм 1991 года, Италия, режиссёр Тинто Брасс).
- Фанни Хилл — фильм 1995 года, Великобритания.
- Фанни Хилл — бродвейский мюзикл 2006 года.
- Фанни Хилл[англ.] — телесериал 2007 года, Великобритания, BBC, сценарий Эндрю Дэвиса, в главных ролях Саманта Бонд и Ребекка Найт[44].